# Elisabethbrunnen (Schröck)

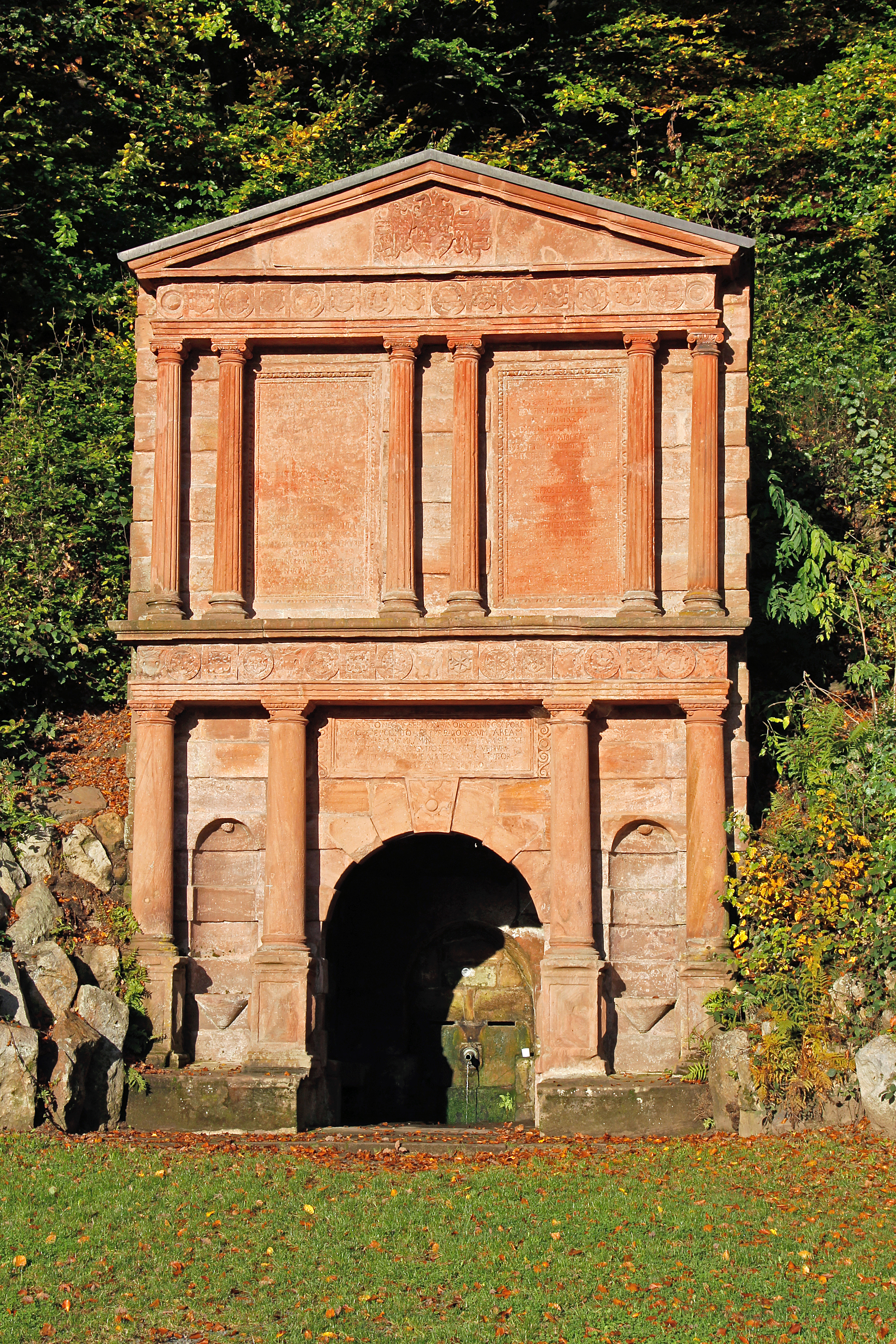
Elisabethbrunnen

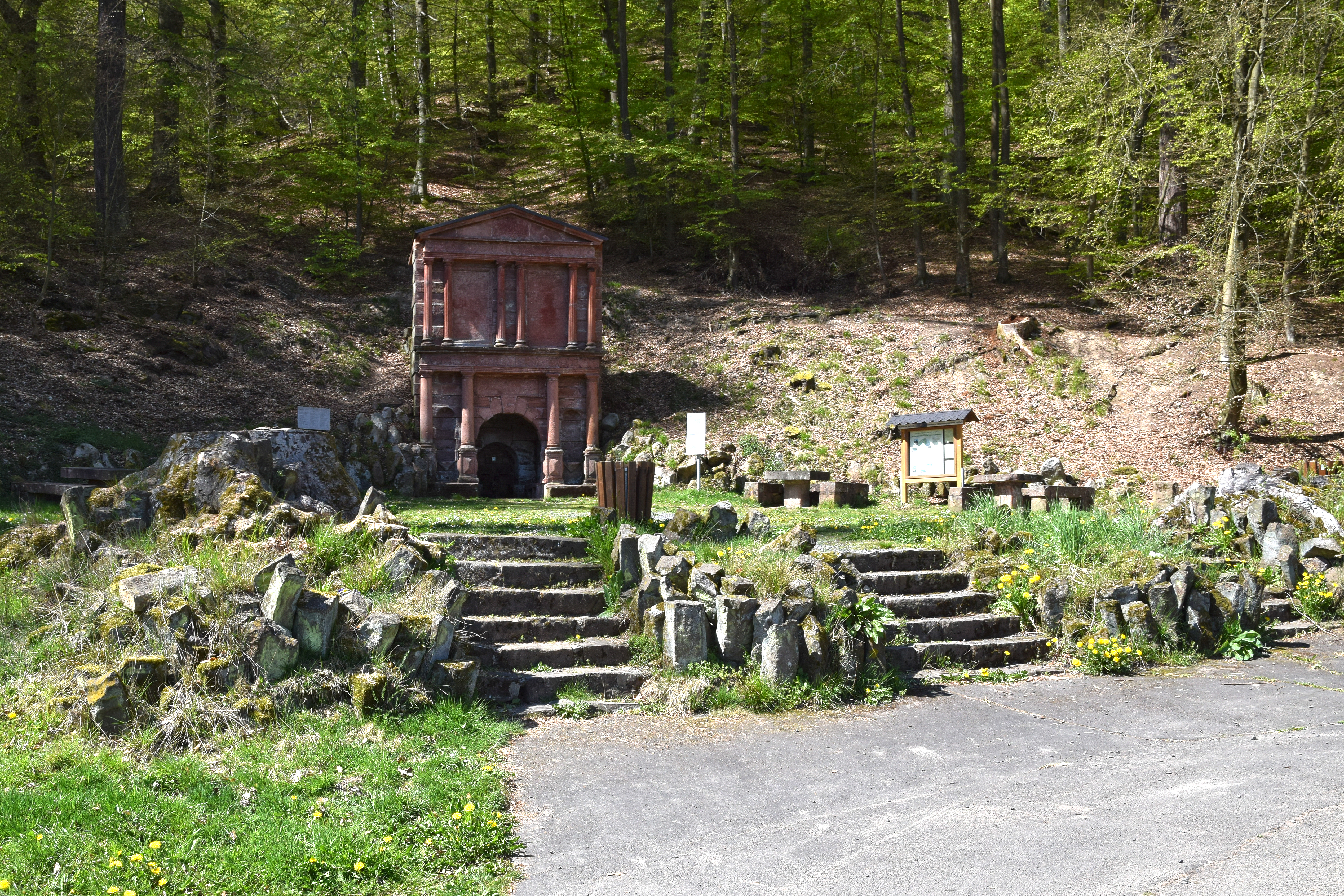
Gesamtanlage

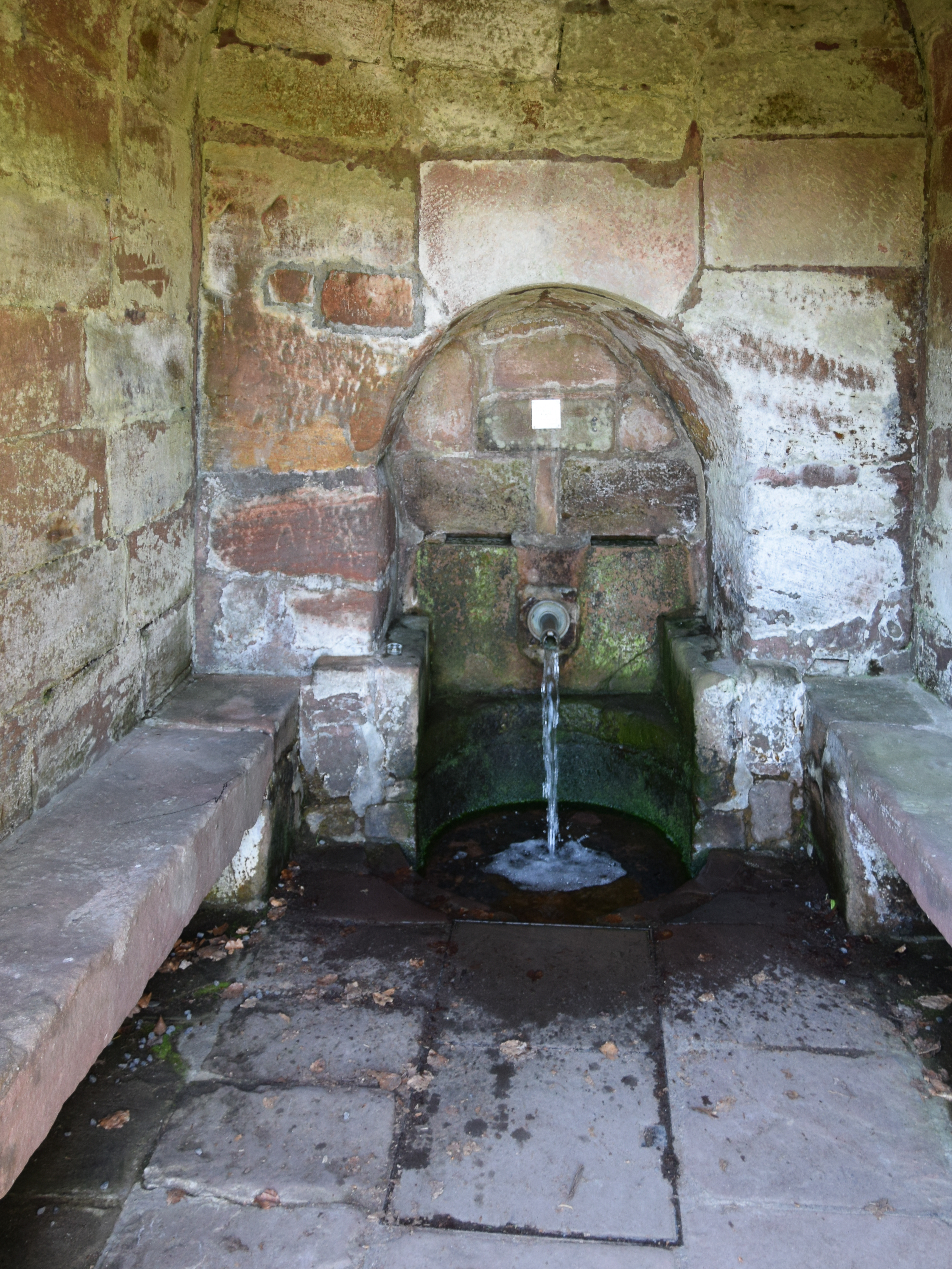
Quelle

Der Elisabethbrunnen („Schröcker Brunnen“) ist eine Quellfassung aus dem späten 16. Jahrhundert in Marburg in Hessen.

## Geografische Lage
Benannt ist der Brunnen nach der heiligen Elisabeth. Er grenzt, am Ostrand der Lahnberge, nach Osten unmittelbar an den gleichnamigen Weiler, der zum Dorf Schröck gehört, das seit der Eingemeindung 1974 einen Stadtteil von Marburg bildet. Der Brunnen selber aber befindet er sich in der Gemarkung des – ebenfalls 1974 eingemeindeten – Marburger Stadtteils Cappel. Er liegt am Elisabethpfad, einem Teil des Jakobswegs.
Nördlich unweit des Weilers liegen die Sportplatzanlagen des FSV Schröck, die Bebauung des Kerndorfs liegt 800 m südöstlich und ist durch Felder von Weiler und Brunnenanlage getrennt.

## Quelle
Die Quelle war wohl schon in urgeschichtlicher Zeit von Bedeutung, da sich in der Nähe zwei Straßen kreuzen. Sie entspringt ein Stück hinter dem sichtbaren Gebäude zwischen mächtigen Sandsteinblöcken. Die Elisabethquelle ist eine Schichtquelle, die an die stratigrafische Grenze zwischen dem Unteren und Mittleren Buntsandstein gebunden ist. Das Wasser wird in einer mit Ton ausgestrichenen Mulde hinter der Rückwand der Brunnenstube gesammelt und über ein Bronzerohr zum Ausfluss im Brunnenhaus geleitet. Etwa 60 m südlich des Elisabethbrunnens befindet sich, der Quelllinie folgend, eine zweite Quelle.
Die heutige Benennung der Quelle nach der Heiligen Elisabeth erfolgte aber erst, als die Quelle gegen Mitte des 16. Jahrhunderts mit der heutigen Fassung versehen wurde. Das Quellwasser galt früher als Heilwasser. Hydrochemische Analysen aus dem Jahr 2014 ergaben jedoch, dass durch die erhöhten Mineralgehalte die Grenzwerte der Trinkwasserverordnung für einzelne Parameter überschritten werden und somit das Quellwasser nicht als Trinkwasser ausgewiesen werden kann. Seither empfiehlt die Stadt Marburg, das Wasser nicht zu trinken.

## Vorgeschichte
Im 13. Jahrhundert soll die später heiliggesprochene Elisabeth von Thüringen, die ihren Witwensitz in Marburg hatte, oft hierhergekommen sein. Auf dem Berg hinter der Quelle bestanden bis zur Reformation eine Einsiedelei
und die Kreuzkapelle, eine Wallfahrtskapelle, die ebenfalls von der heiligen Elisabeth errichtet worden sein sollen. Im Zuge der Reformation wurde dieser dem Römisch-Katholischen verbundene Ort auf Anordnung des Landgrafen Philipp des Großmütigen 1527/28 abgerissen. Die Grundmauern der Kapelle wurden 1925 freigelegt.

## Quellfassung

### Bauwerk
Die heutige Quellfassung stammt aus dem Jahr 1596. Sie wurde im Auftrag von Landgraf Ludwig IV. von Hessen-Marburg, einem Nachfahren der heiligen Elisabeth, von Eberhard Baldewein errichtet. Mit diesem Bauwerk sollte der Verlust der Gedenkstätte an die Ahnin, der durch den Abriss der Kapelle eingetreten war, ausgeglichen werden, ohne dass hier an ihre Rolle als römisch-katholische Heilige erinnert wird. Es wurde eine säkulare Gedenkstätte geschaffen.
Die Quellfassung besteht aus einer monumentalen zweigeschossigen Sandsteinfassade im Stil der Renaissance nach dem antiken Vorbild eines Brunnentempels. Im Erdgeschoss befindet sich der zentral angeordnete, von einem Rundbogen bekrönte Eingang zur Brunnenstube, links und rechts begleitet von je einem Paar dorischer Säulen auf diamantierten Sockeln. Die dazwischenliegenden Nischen sind leer. Das Obergeschoss steht auf einem ornamentierten Architrav. Das obere Geschoss wird durch drei paarig gestellte, kannelierte ionische Säulen gegliedert. Nach oben schließt das Bauwerk mit einem flachen Dreieckgiebel. Den Giebel zieren die Wappen des Landgrafen Ludwig IV. und seiner beiden Gemahlinnen Hedwig von Württemberg und Maria von Mansfeld-Hinterort. Über dem Ober- und Untergeschoss sind die Wappen der Räte des Landgrafen angebracht. Die Brunnenstube ist mit einem Tonnengewölbe abgeschlossen und weist steinerne Sitzbänke zu beiden Seiten auf.
2013 wurden der Brunnen und sein Umfeld nach historischem Vorbild saniert. Dazu wurde das Gelände leicht modelliert und auch die ursprünglich bestehende Sicht ins Amöneburger Becken und zur Amöneburg wiederhergestellt, indem entsprechend Bewuchs entfernt wurde. Im Umfeld wurden der Bachlauf neu gefasst und Pflanzungen vorgenommen. Die Neugestaltung und Aufwertung des Kulturdenkmals war ein Gemeinschaftsprojekt der Verwaltung der Staatlichen Schlösser und Gärten Hessen, zu deren Bestand die Anlage gehört, von Hessen-Forst, der den umliegenden Wald bewirtschaftet, und der Stadt Marburg, die Eigentümerin der Zufahrt und eines Teils der Fläche zwischen Brunnenvorplatz und benachbarter Landesstraße ist. Die Arbeiten kosteten knapp 100.000 Euro. Die Anlage ist ein Kulturdenkmal nach dem Hessischen Denkmalschutzgesetzes. Sie wird seit Jahrzehnten von der Schröcker Kolpingsfamilie gepflegt.

### Inschriften
Das Brunnengebäude trägt ein lateinischsprachiges Gedicht als Inschrift. Sie beginnt mit der oberen linken Schrifttafel. Dort werden die Natur und der Brunnen gepriesen. In der Fortsetzung rechts werden die Heilige Elisabeth und die Landgrafen verherrlicht. Eine weitere Inschrift befindet sich auf einer Steintafel oberhalb der Brunnenmündung. Die Inschrift lautet mit Übersetzung nach Karl Wilhelm Justi:
Si, viator, quis sim, quidve portem, quaeris?

Fons sum divae Elisabethae,

Terram matrem grato rigans fluxu,

Quâ fagi, quercus, arbusta, fruges,

Et omne genus herbaceum provenit:

His cervi et ferae refectae de meis bibunt

Aquis. His volucres recreatae sitim ex

Me leniunt. Sed quid inde sentio commodi?

Grata omnia!

Quid enim specioso praedictorum aspectu pulchrius?

Quid hac umbra gratius? quid aëris

Ista temperie suavius? quid denique volucrum

Concentu iucundius?

Haec omnia praeclaro gratitudinis exemplo mihi cernis tribui.

Addo ego liquoris praestantiam,

Et blandos aquarum susurros.

Itaque unus ex praecipuis dicor Hassiae fontibus.

At quid amplius!

Me fruitur omnis Hassiacae terrae gens:

Non plebeia tantum, sed quaecunque

E regum, principum, comitum, nobilium

Et claritate excellentium prodit prosapia.

Ex hac olim diva Elisabetha, Ung. Reg. filia,

Landgravii Ludovici coniux, in pauperes munifica,

In quosvis clemens, humilis et patiens,

Devotis ad Deum precibus ardens,

Ad me venit saepius,

Deoque, naturae et mihi grata,

Sacellum iuxta me posuit,

Meque primum simplici structurâ,

Ut aevi istius ferebant mores, exornavit,

Nomenque indidit

Elisabethicum!

Post inter plurimos illustres huius posteros

Illustr. et potentiss. Princeps Ludovicus,

Magni istius Philippi, Hessorum Macedonis, filius,

Natalem cum suis proceribus

Hilari fronte subinde celebrans,

Meis fruitur amoenitatibus,

Et ostiolo, ob horum memoriam, avito

Exemplo urnam et solidum saxum

Ordine Dorico et Ionico elaboratum

Anno Christi CIↃ IↃ XCVI F. F.

Haveto itaque, lector, et si meis et tu vis frui

Commodis, ad suppositas leges te componito:

Purus esto, nec me sermonibus obscoenis, corpore

Aut opere polluito aut turbato, saxum, aream structuramve

Meam ne laedito, aestum, si urget, hic

Vitato, sitim extinguito et lavato, murmure et

Susurro, reliquisque amoenitatibus fruitor:

Deumque authorem meum celebrato!
Forschest, Wanderer, du, wer ich sey und was ich trage?

Ich bin der heiligen Elisabeth Quell,

Mit milder Fluth tränkend mein Mutterland,

Welchem Buchen, Eichen, Fruchtbäume, Getraide,

Und zahlloße Kräutergeschlechter entsteigen;

Dadurch erquickt, trinken Hirsch’ und Wild von meinem Wasser,

Dadurch gestärkt, löschen Vögel aus mir ihren Durst.

Doch, was genieß’ ich dessen für Vortheil?

Der Lieblichkeiten Fülle!

Denn was ist schöner wohl, als jenes Anblicks Herrlichkeit?

Was behaglicher, als diese Schattung?

Was wonniger, als diese Luftmilde?

Was endlich süßer, als der Vögel Wettgesang?

Dies alles, sieh! bringt des Dankes preiswürdiges Muster mir dar!

Diesem füg’ ich bei des Wassers Köstlichkeit,

Und schmeichelndes Wellengeriesel!

Darum preis’t man mich als eine der ersten von Hessens Quellen!

Allein, was noch mehr!

Mich genießet jeder Bewohner Hessenlandes;

Nicht niederes Volk allein, sondern jeder

Sprosse aus königlichem, fürstlichem, gräflichem, adelichem Geschlechte,

Und die in hohem Ruhme stralen! –

Unter diesen kam vormals öfter zu mir

Die heilige Elisabeth, Ungarns-Königs Tochter,

Landgraf Ludwig’s Ehgemahl, mildthätig gegen die Armen,

Gütig gegen Alle, demüthig und duldend,

Glühend von inbrünstigem Gebet zu Gott,

Und dankend Gott, der Natur und mir,

Erbaute sie neben mich ein Andachtshäuschen,

Schmückte mich zuerst, nach ihrer Zeiten Sitte,

Mit schlichtem Bau, und nannte mich:

Elisabeth-Born!

Unter vielen ihrer glorreichen Entstammten,

Hat nachmals der erlauchte und mächtige Fürst Ludwig,

Jenes großen Philipp’s, des Hessen-Mazedoniers, Sohn,

Hier seinen Geburtstag, mit seinen Edlen,

Heiteren Antlitzes oft gefeiert,

Genießend meiner Anmuth,

Und dessen zum Gedächtniß, der Ahnmutter lobsamer Weise treu,

An meine Mündung ein Steinbecken und festes Gebäude,

Nach dorischer und jonischer Säulenart, errichten lassen,

Im Jahr Christi 1596.

Gehab’ dich wohl, o Leser, und willst auch du

Meine Behaglichkeit schmecken,

So füge dich nachstehenden Gesetzen!

Sey rein, entweih’ und trüb’ mich nicht

Durch Schandwort’, Körper oder That,

Und mein Gestein und meinen Hallenbau verletze nicht,

Wenn Gluth dich plagt, so fleuch hierher!

Lisch deinen Durst, und wasche dich;

Genieß des murmelnden Geräusches und der Anmuth mannigfalt,

Und preise meinen Schöpfergott!